# Carambeí
Carambeí é um município brasileiro localizado no interior do estado do Paraná, na região Sul do país. Localiza-se na região dos Campos Gerais e pertence à Mesorregião do Centro Oriental Paranaense. Estende-se por uma área de 649,7 km² e sua população, conforme estimativas do IBGE de 2021, era de 24 225 habitantes.
Carambeí tem sua origem numa fazenda que era parada obrigatória no Caminho do Viamão entre a região centro-oeste do Rio Grande do Sul e o estado de São Paulo. Foi fundada em 4 de abril de 1911 por um grupo de imigrantes holandeses e desenvolveu-se a partir da Cooperativa Batavo (atual Cooperativa Frísia).

## Etimologia
O nome Carambeí origina-se da língua indígena tupi-guarani e significa "rio das tartarugas", e é a junção dos termos carumbé (carambé) que significa tartaruga e y (í) que significa rio.

## História

### Antecedentes e origem

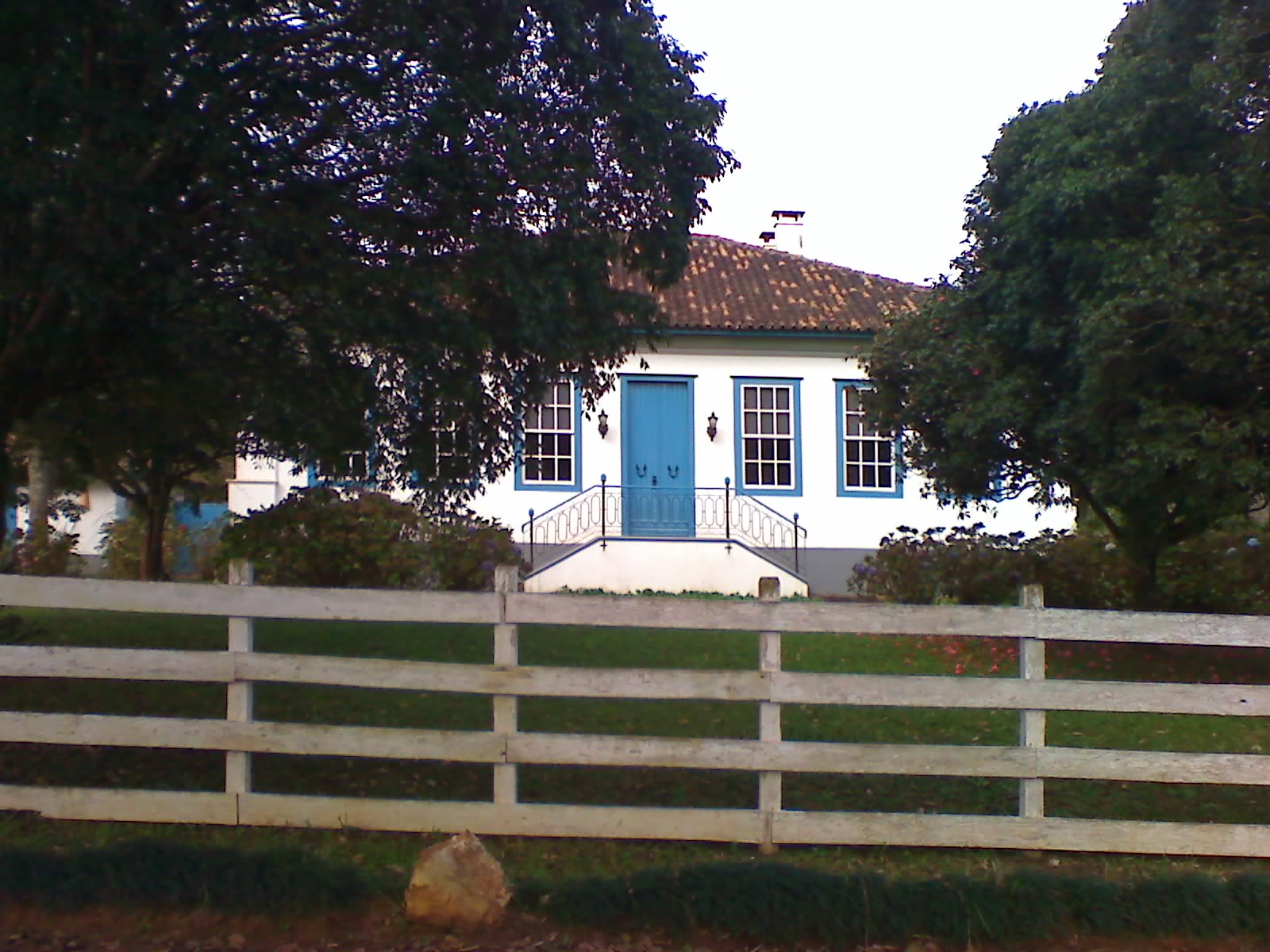
Típica sede de uma antiga fazenda ainda preservada em Carambeí.

Antes da colonização europeia o atual território de Carambeí estava originalmente habitado por tribos de índios. A ocupação do território de Carambeí por europeus iniciou-se na primeira década do século XVIII, quando foi estabelecida uma fazenda que era administrada por uma família portuguesa.
No século seguinte, a sede da Fazenda Carambehy (Pousada da Sinhara) tornou-se ponto de parada e de descanso para os tropeiros que seguiam rumo ao mercado principal de Sorocaba através da chamada Estrada da Mata. Em 1822, o naturalista e viajante francês Auguste de Saint-Hilaire hospedou-se na fazenda. Aproximadamente oitenta e dois anos depois, a fazenda foi adquirida por meio de leilão pela empresa ferroviária Brazil Railway Company que a dividiu em lotes para fins de colonização europeia.

### Colonização holandesa
A história do município começa no início do século XX com a chegada de imigrantes neerlandeses. Com o incentivo do governo brasileiro imigrantes neerlandeses, oriundos das províncias da Holanda do Sul e da Frísia e também da antiga colônia holandesa Índias Orientais Holandesas, imigraram para o Brasil e estabeleceram-se na antiga Fazenda Carambeí, no estado do Paraná, formando um povoado designado com o nome de Vilarejo Carambehy. Chegando em Carambeí em abril de 1911, encontraram outros grupos de imigrantes que estavam construindo uma ferrovia para a empresa Brazil Railway Company. Essa companhia queria desenvolver a nova área adquirida e entregava ao colono um lote de terra, uma casa, uma canga de bois e três vacas leiteiras. Após assinarem um contrato com a Brazil Railway Company, os imigrantes holandeses forneceram leite e comida aos operários que trabalhavam na construção da estrada férrea São Paulo-Rio Grande.
Os imigrantes neerlandeses fundaram em Carambeí uma colônia agropecuária e começaram com a produção de leite e queijo. No começo dos anos vinte do século XX, os colonos holandeses fundaram fábricas de queijo, cujo produto era vendido na cidade de São Paulo. Alguns anos depois, as fábricas de queijo foram incorporadas na Cooperativa Mista Batavo Ltda que foi fundada em 1925. Quatro anos depois, a colônia passou por uma crise econômica com a eclosão da Grande Depressão.
Em 1943, a Colônia de Carambéi recebeu um novo grupo de imigrantes neerlandeses e a produção do leite e seus derivados atravessou um processo de fabricação mecanizada. Aproximadamente onze anos depois, os imigrantes holandeses instituíram a Cooperativa Central de Laticínios do Paraná Ltda. Com a chegada dos imigrantes neerlandeses Carambeí transformou-se em uma das maiores bacias leiteiras do Brasil. Em 13 de dezembro de 1995, a colônia holandesa tornou-se um município brasileiro, com território desmembrado de Castro e Ponta Grossa.
Em virtude do centenário da chegada dos primeiros imigrantes neerlandeses em Carambeí o ano de 2011 foi designado como o 'Ano da Holanda no Brasil' em comemoração dos 100 anos da Imigração Holandesa no Paraná.

### Formação administrativa e emancipação
Em 1966, através da lei estadual 5436 de 24 de dezembro, a Vila de Carambeí tornou-se distrito do município de Castro. Aproximadamente vinte e sete anos depois, o Distrito de Carambeí foi elevado à categoria de município pela lei estadual n° 11225, em 13 de dezembro de 1995, sendo instalado no dia 1 de janeiro de 1997.

## Geografia

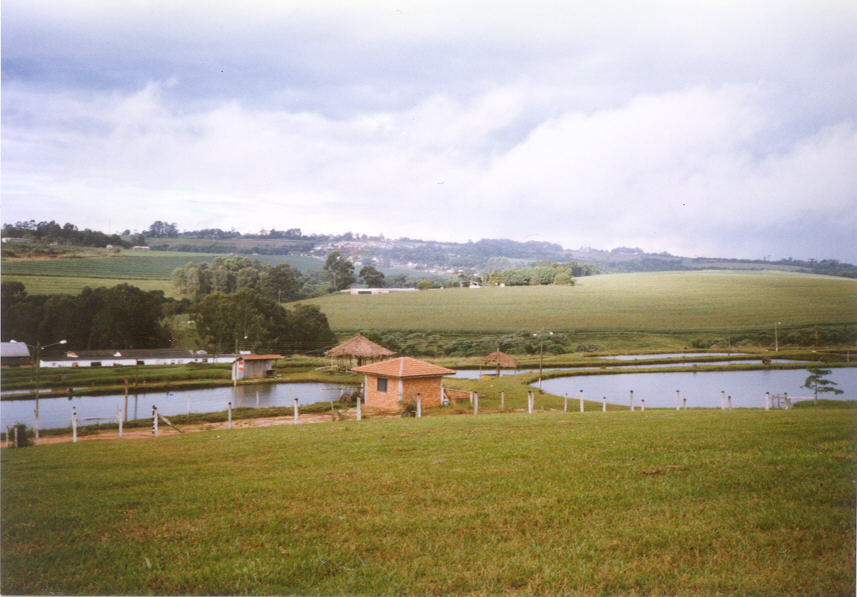
Paisagem rural no município de Carambeí.

Possui uma área de aproximadamente 650 km² representando 0,326 % do estado, 0,1153 % da região e 0,0076 % de todo o território brasileiro. Localiza-se a uma latitude 24°55'04" sul e a uma longitude 50°05'50" oeste. Fica a uma distância de cerca de 140 km da capital paranaense Curitiba. Situa-se no Primeiro e Segundo Planalto Paranaense, estando a 1120 m acima do nível do mar. Seu território é caracterizado pela ocorrência de campos extensos.

### Geologia
Geomorfologicamente o município de Carambeí faz parte da Escarpa Devoniana, apresentando um relevo predominantemente plano, com leves ondulações. Próximo à represa dos Alagados encontra-se o Granito Serra do Carambeí. Trata-se de uma formação rochosa com formato retangular alongado, formado durante o período pós-colisional proterozóico (550-500 milhões de anos).

### Clima
O clima em Carambeí é subtropical úmido, com verões quentes e temperados. Segundo a classificação de Köppen e Geiger o clima é do tipo Cfc. As temperaturas são superiores a 20 °C no verão. Durante o inverno ocorrem geadas e ocasionalmente neve, quando as temperaturas ficam abaixo de 0 °C. Carambeí tem uma temperatura média anual de cerca de 17 °C. A média anual de pluviosidade é de 1547 mm.

### Hidrografia
O município de Carambeí faz parte da bacia hidrográfica do curso alto do Rio Tibagi e é banhado pelos rios Jutuva, Pitangui, São João e Tamanduá. Este último forma a Cachoeira do Tamanduá que fica localizada na zona rural do município e é um dos atrativos naturais de Carambeí. Já o rio São João nasce no município de Castro e corta o município de Carambeí.

## Demografia
| Etnias   |                                 |
| -------- | ------------------------------- |
| Branca   | 74,14%                          |
| Parda    | 22,47%                          |
| Negra    | 2,79%                           |
| Amarela  | 0,46%                           |
| Indígena | 0,14%                           |
| Fonte    | IBGE - Censo Demográfico (2010) |

Carambeí possui uma população total de 19 163 habitantes, conforme o Censo 2010 do IBGE, sendo composta por 9 702 homens e 9 461 mulheres. Segundo a pesquisa, Carambeí possui uma densidade populacional de 29,50 habitantes por km2, sendo que o número registrado de habitantes que viviam na área urbana era de 13 918 e na zona rural 5 245 pessoas, apresentando um grau de urbanização de 72,63%.
Em 2010, segundo dados do censo daquele ano, a população residente no município era composta por 13 998 brancos (74,14%); 4 570 pardos (22,47%); 491 pretos (2,79%); 86 amarelos (0,46%) e 18 indígenas declarados (0,14%).

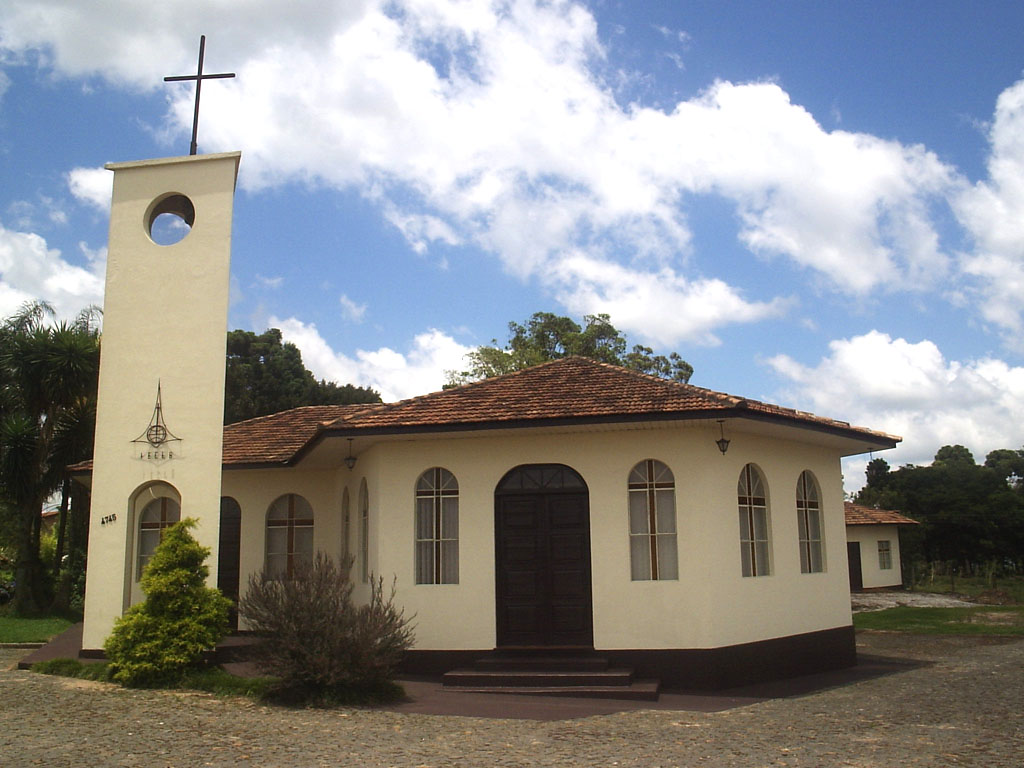
Igreja luterana em Carambeí.

O Índice de Desenvolvimento Humano Municipal (IDHM) de Carambeí era 0,728, em 2010, o que considerado alto pelo Programa das Nações Unidas para o Desenvolvimento (PNUD). Abaixo segue uma tabela dos valores dos indicadores que compõem o Índice de Desenvolvimento Humano do município de Carambeí:
| Indicador         | Valor |
| ----------------- | ----- |
| IDH-M Renda       | 0,721 |
| IDH-M Longevidade | 0,836 |
| IDH-M Educação    | 0,640 |

De acordo com o censo de 2010 existe diversas comunidades religiosas no município, predominantemente cristãs. Entre a população residente, o censo mostrou 12 757 pessoas que declararam-se católicas apostólica romana, 5 789 pessoas que declararam-se evangélicas, 34 pessoas que declararam-se espíritas. Ainda mostrou 27 pessoas que se declararam muçulmanas, 132 Testemunhas de Jeová, 53 de outras religiosidades cristãs, 102 de religiões não determinadas, 250 pessoas que declararam não ter religião e nenhuma pessoa declarou ter religião de tradições indígenas.
Dentre as principais instituições religiosas destacam-se a Igreja Católica Apostólica Romana, Igreja Luterana, Igreja Presbiteriana do Brasil, Igreja Adventista do Sétimo Dia, Igreja Pentecostal Deus é Amor, Igreja Evangélica Pentecostal O Brasil Para Cristo, Igreja do Evangelho Quadrangular, Assembleia de Deus, Congregação Cristã no Brasil, Igreja Evangélica Reformada, entre outras.

## Economia

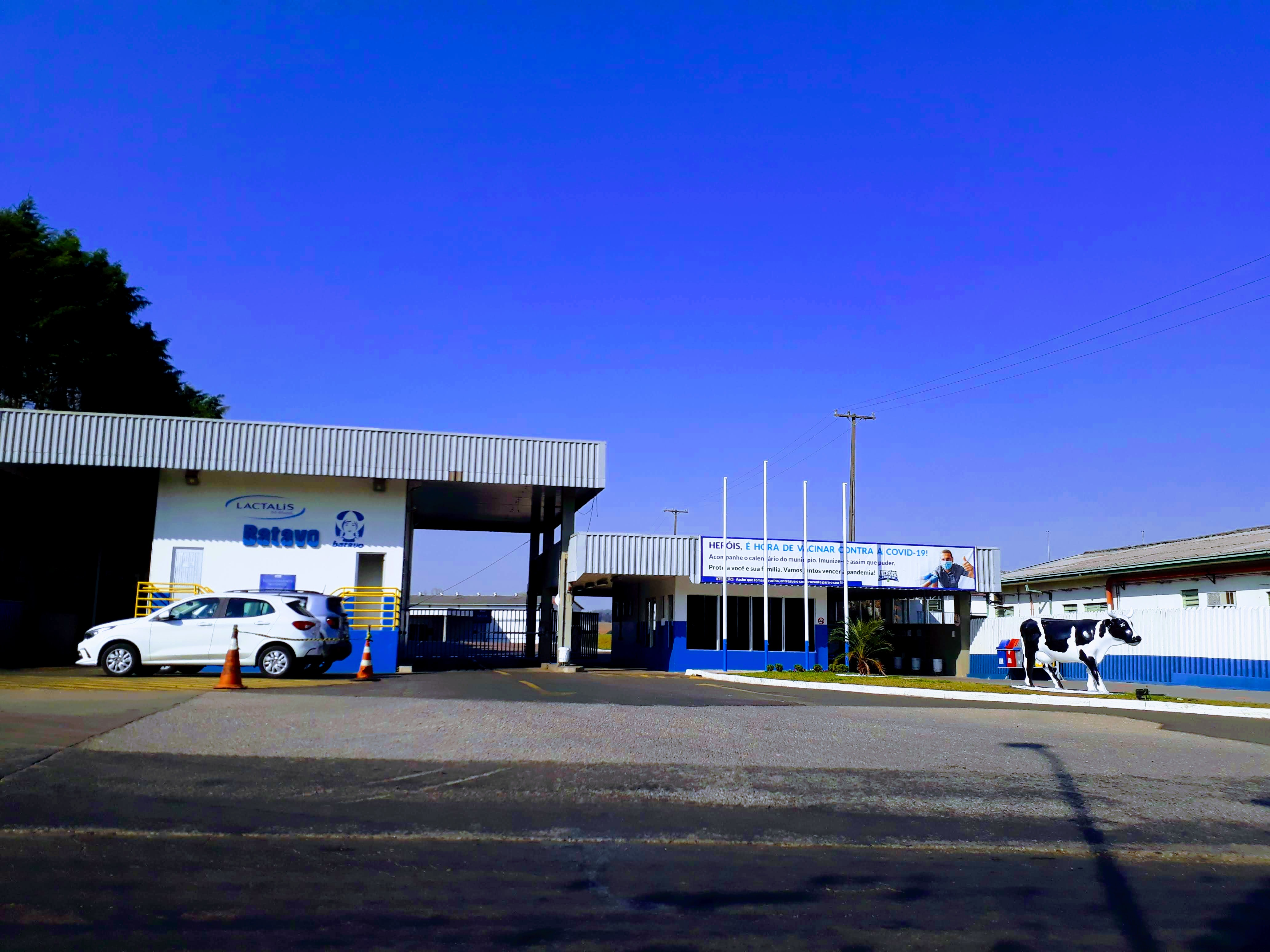
Unidade da Batavo em Carambeí.

A economia do município de Carambeí está ligada ao cooperativismo e é baseada principalmente no setor agropecuário, sendo a produção de leite e seus derivados uma das principais atividades econômicas. Sua posição estratégica, bem no meio do antigo Caminho das Tropas, permitiu que Carambeí se desenvolvesse como um grande polo produtor de laticínios, sendo hoje uma das maiores bacias leiteiras do Brasil.
Seu parque industrial abriga empresas como a JBS, a BRF, a Fábrica de Rações Batavo e a Frísia Cooperativa Agroindustrial, denominação da antiga Cooperativa Batavo. Outras empresas ativas no município de Carambeí são: a Lactalis, AmBev e a Tetra Pak. Entre as instituições financeiras e cooperativas de crédito, destacam-se o Banco do Brasil, o Bradesco, o Itaú Unibanco e o Sistema de Crédito Cooperativo (Sicredi).
De acordo com dados do IBGE, relativos ao ano de 2018, o Produto Interno Bruto (PIB) do município era de  1 305 412 mil reais. O valor adicionado bruto da agropecuária, a preços correntes, rendia  288 573 mil reais. O valor adicionado bruto do setor de serviços a preços correntes foi de  448 973 mil reais. A produção industrial rendia 312 004 mil reais ao PIB do município. 135 958 mil eram de impostos sobre produtos líquidos de subsídios a preços correntes e o PIB per capita era de  56 774 reais.

## Turismo
Carambeí integra a Rota dos Tropeiros, rota turística proveniente do antigo Caminho das Tropas. A cidade de Carambeí está estrategicamente localizada próximo a grandes centros urbanos como Ponta Grossa e Curitiba, o que proporcionou um grande potencial turístico para o município. Possui atividades que desenvolvem o turismo histórico, cultural e gastronômico, além do turismo rural, de eventos e negócios. Somente no ano de 2019 Carambeí recebeu cerca de 220 mil turistas.
Os principais pontos turísticos são: a Cachoeira do Tamanduá; a Capela Imaculada Conceição; o Moinho do Artesão; o Monumento à Bíblia; Orquidário e Cactário Taman Batoe; o Parque Histórico de Carambeí; o Parque Nacional dos Campos Gerais; e a Represa dos Alagados.
O Parque Histórico de Carambeí foi inaugurado em 2011, durante as comemorações do Centenário da Imigração Holandesa na região, com o objetivo de reproduzir a vida dos imigrantes holandeses que colonizaram os Campos Gerais. A riqueza dos detalhes no interior das casas e armazéns impressiona. O Parque Histórico de Carambeí é dividido em cinco alas:
Casa da Memória: A Casa da Memória é uma das primeiras atrações do Parque Histórico de Carambeí e tem entrada gratuita. A construção de 1946 tem uma maquete da antiga vila de Carambeí e funciona como museu. Na parte exterior, há um parquinho para as crianças.
Confeitaria Koffiehuis: Bem ao lado da Casa da Memória e também na parte gratuita da primeira ala, a Confeitaria Koffiehuis serve comidas típicas holandesas. 
Ponte Pênsil: Trazida da Holanda especialmente para o parque, a Ponte Pênsil marca a entrada ao complexo. Toda noite, ao final das visitações, a ponte é erguida, isolando o parque. 
Vila Histórica: A ala 2 do parque abriga a Vila Histórica, também conhecida como maquete em tamanho real da antiga Vila de Carambeí. O local abriga casas, uma igrejinha, a reprodução da primeira fábrica de laticínios, o antigo matadouro e o museu do trator. 
Centro Cultural Amsterdam: O Centro Cultural Amsterdam reafirma a ideia de que o Parque Histórico de Carambeí é um cantinho da Holanda no Brasil. Ele fica na ala 3 e reproduz um quarteirão da capital holandesa. 
Parque de Exposições: Na ala 4, o Parque de Exposições é o local para a realização de feiras e eventos no Parque Histórico de Carambeí.
Parque das Águas: Localizado na ala 5, o Parque das Águas, além de belíssimo, revela as práticas sustentáveis dos colonos holandeses. As casinhas dispostas em torno de um lago artificial criam um cenário único.

## Cultura

### Gastronomia

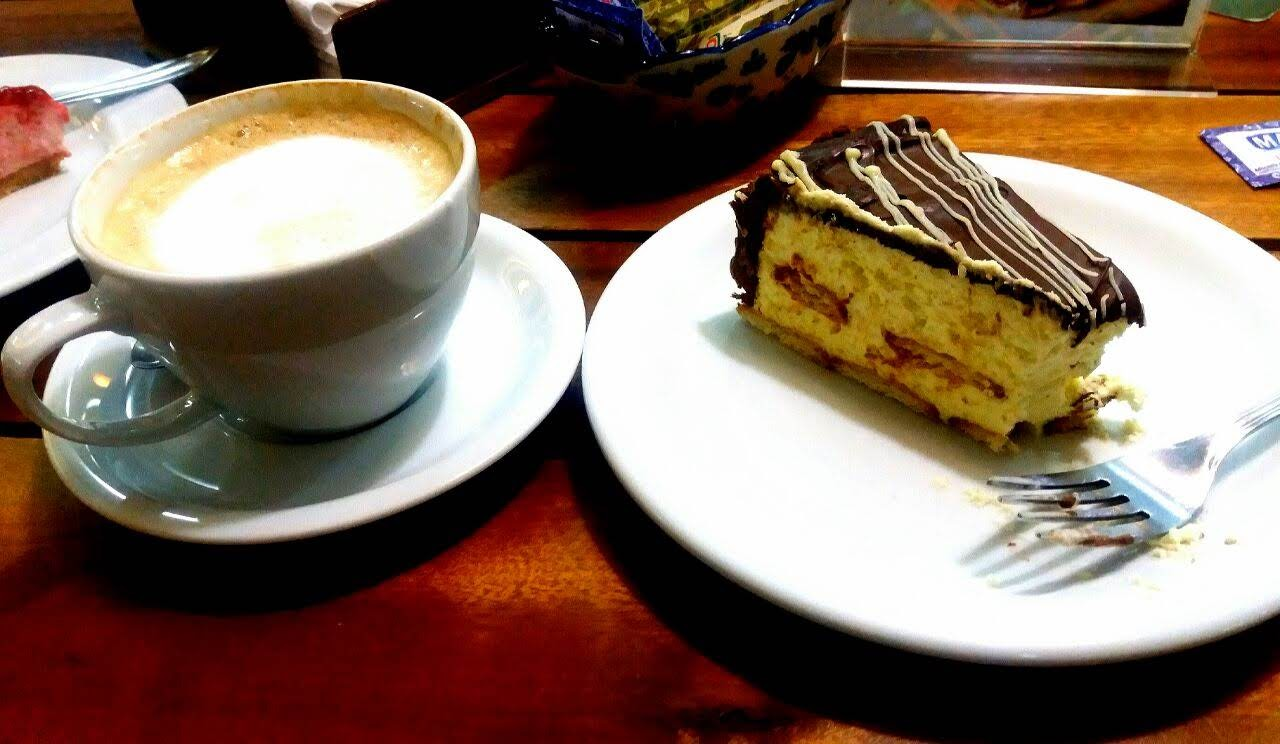
Café com leite e torta em confeitaria de Carambeí.

A gastronomia de Carambeí recebeu influência primeiramente do tropeirismo, fato que se deu pela localização do município na região dos Campos Gerais do Paraná. Com a imigração europeia, Carambeí recebeu uma diversidade de influências, como a alemã, eslava e em especial a neerlandesa. Há ainda um pequeno mas significativo respaldo da influência de iguarias da gastronomia indonesiana, que foi herdada da influência da colonização holandesa na Indonésia. Entre os pratos se destacam as inúmeras tortas e o bolinho Oliebol, que é um bolinho doce frito que lembra o bolinho de chuva brasileiro.

### Festas e eventos
O município de Carambeí conta com diversas festividades e eventos durante o ano todo, como: a Festa dos Imigrantes, em abril; a Cavalgada dos Imigrantes, em abril; a Exposição Agropecuária de Carambeí (ExpoFrísia), em maio; a Festa junina ou Arraiá, em junho/julho; o Festival das Tortas, em outubro; a Festa de São Nicolau, em dezembro; o Dia da Padroeira de Carambeí (Festa da Imaculada Conceição), em dezembro.

## Transporte

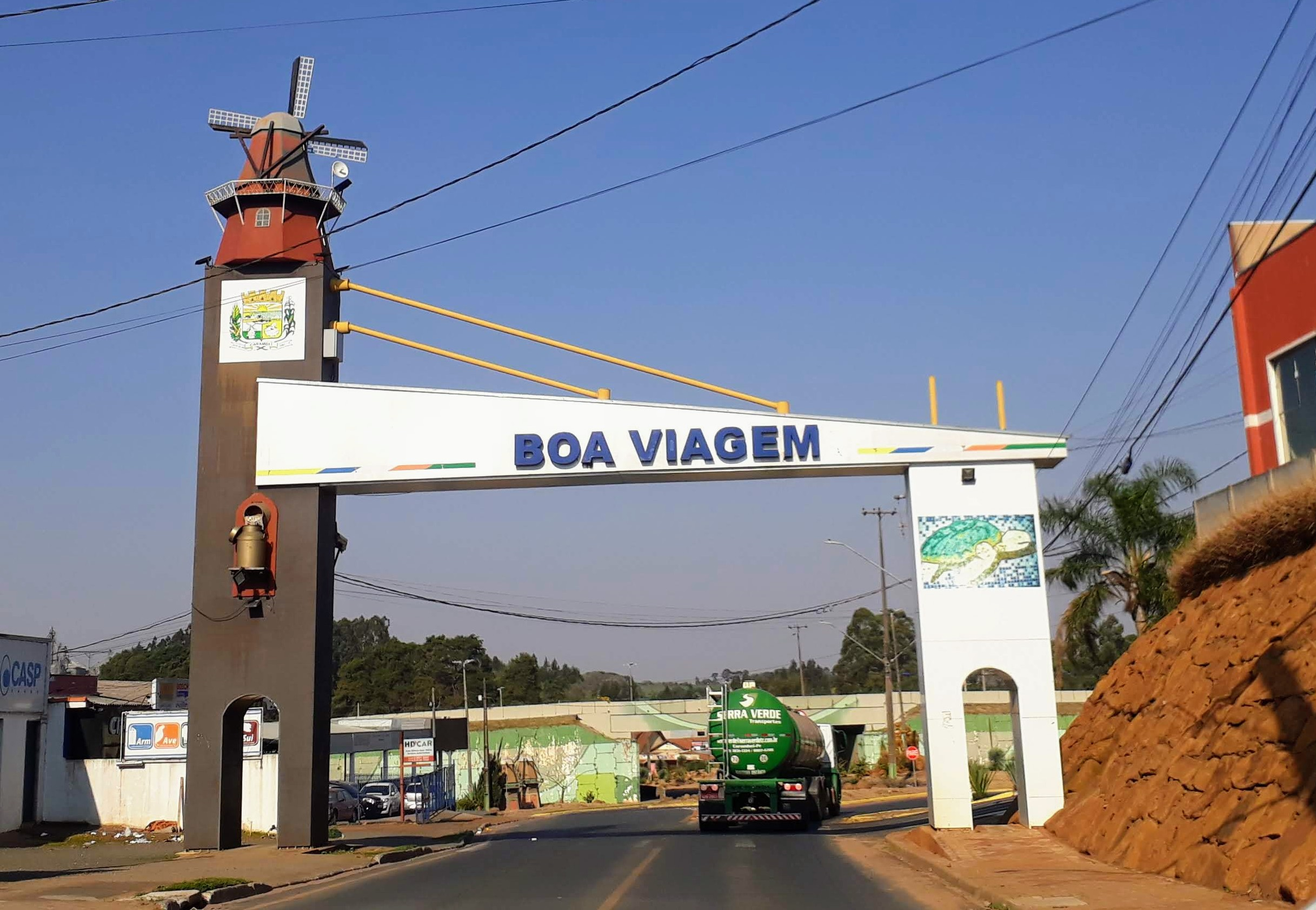
Portal da cidade na saída para a rodovia PR-151.

O município de Carambéi é servido pela seguinte rodovia:
- PR-151,[50] que liga Ponta Grossa a Jaguariaíva (PR-092).

A cidade possui um terminal rodoviário para utilização do transporte público.
Carambeí também é servida pela seguinte ferrovia:
- Linha Itararé-Uruguai da antiga Estrada de Ferro São Paulo-Rio Grande, que atualmente liga Jaguariaíva a Irati.

A cidade já possuiu duas estações ferroviárias, Carambeí e Boqueirão. Porém atualmente, apenas a Estação do Boqueirão ainda permanece às margens da ferrovia, que hoje se encontra sob concessão da Rumo Logística para o transporte de cargas. O transporte de passageiros, por sua vez, se encontra desativado na cidade desde os anos 1980.

## Segurança
Carambeí dispõe dos serviços da Polícia Militar e da Polícia Civil. A Polícia Civil possui uma delegacia para atender ocorrências no município.

## Galeria

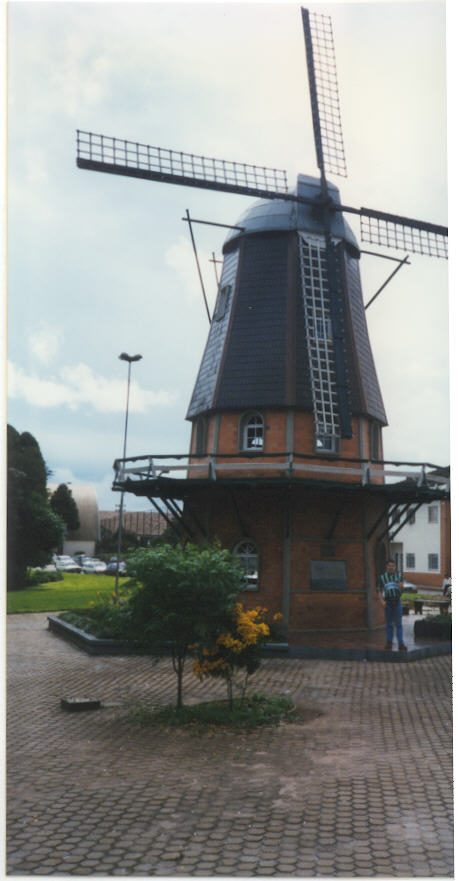
Moinho do Artesão
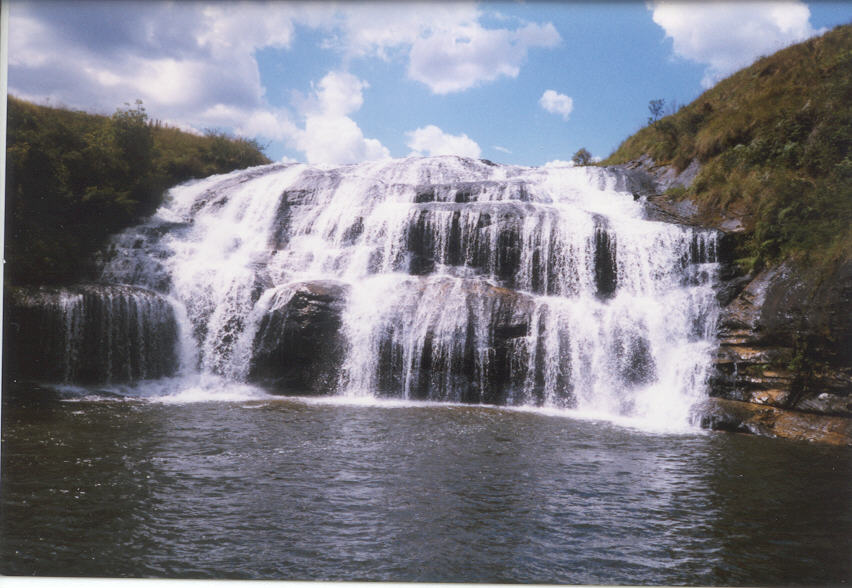
Cachoeira do Tamanduá
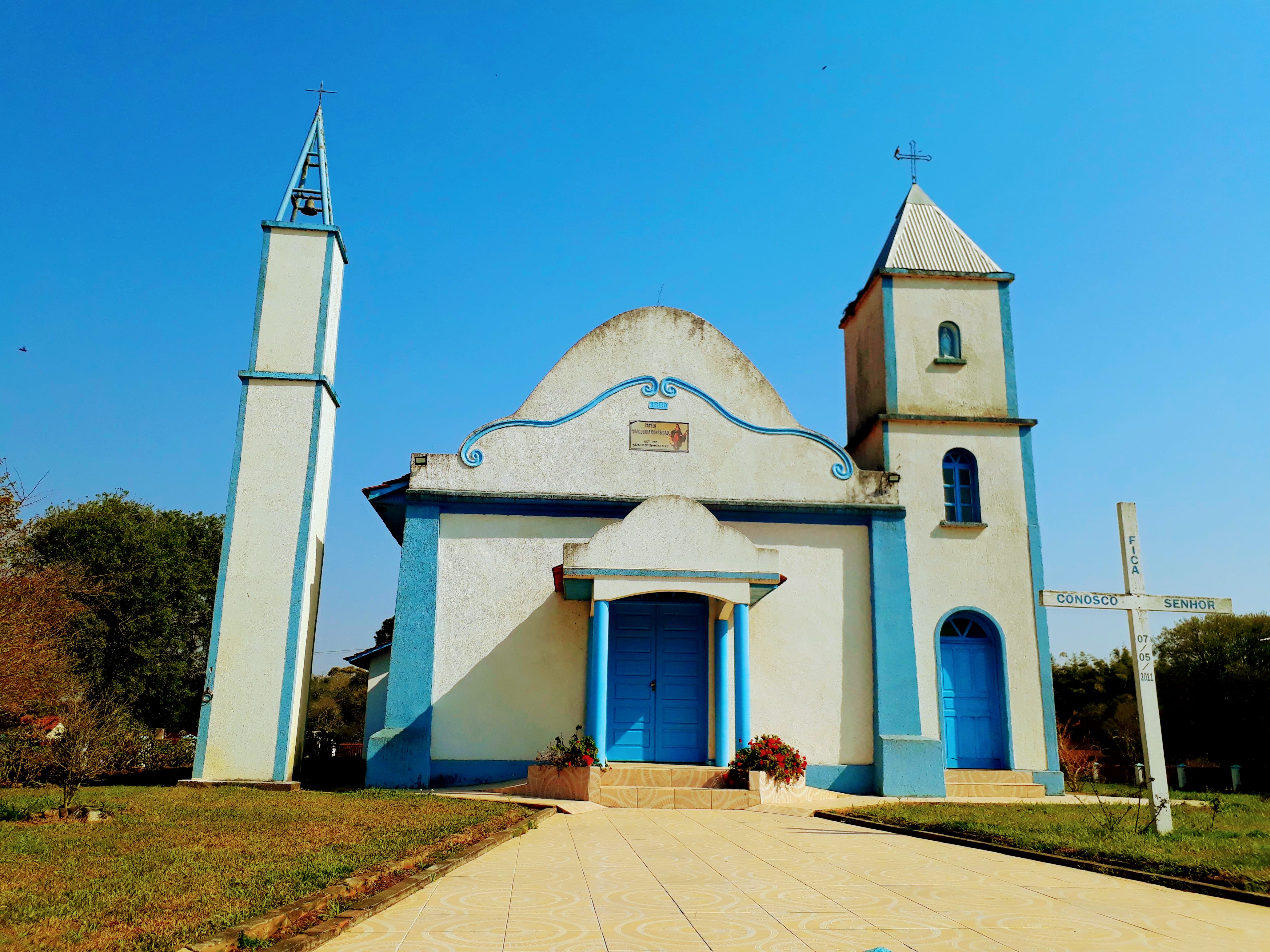
Capela de Nossa Senhora da Conceição